# 风险因素
风险因素（risk factor，台湾又称风险因子），又称危险因素，在流行病学中是与疾病或感染风险增加相关的变量。

## 相关关系与因果关系
风险因素或決是因數是相关的，由相關不蘊涵因果可知，它们不一定是因果关系。例如，「年轻不能说是引起麻疹的原因，但是年轻人麻疹的发病率更高，这是因为他们在以前的一次流行中不太可能产生免疫力。」这种方法经常用于评估关联的强度和提供因果证据（例如在研究吸烟与肺癌之间的联系）。统计分析与生物科学一起可以确定风险因素是因果关系。有些人更喜欢使用术语风险因素来表示疾病发病率增加的因果决定因素，而未经证实的链接则称为可能的风险，关联等。
如果做得很周到并且基于研究，风险因素的识别可以作为疾病篩檢的策略。

## 描述
这里主要取自乳腺癌的风险因素，可以用以下方式描述它：
- 相对风险，例如“女性在60多岁时患乳腺癌的可能性比她20多岁时高出100倍。[4]"”
- 在具有或暴露于风险因素的组中发生的发生率的分数，例如“99％的乳腺癌病例在女性中被诊断出来[5]”
- 暴露组的发病率增加，如“每日每日酒精饮料增加乳腺癌发病率每1000名女性中有11例[6] ”
- 危险比例，例如“随机接受雌激素和孕激素治疗的女性患者总乳腺癌和浸润性乳腺癌平均增加5年，与对照组相比风险比为1.24” [7]

## 事例
以下风险因素示例以其所赋予的相对风险来描述，通过比较暴露于潜在风险因素的风险与未风险因素的风险进行评估。譬如我们说在婚礼上，有74人吃鸡肉，其中22人生病，而35人吃鱼或素食只有2人生病。那么鸡会让人生病吗？
公式如图：
{\displaystyle Risk={\frac {\mbox{number of persons experiencing event (food poisoning)}}{\mbox{number of persons exposed to risk factor (food)}}}{cn}}
那些吃鸡的人的风险是没有鸡的人的五倍，即相对风险超过五的人。这表明吃鸡是导致疾病的原因，但这不是证据。

## 一般决定因素
结果的概率通常取决于多个相关变量之间的相互作用。当进行流行病学研究以评估特定结果的一个或多个决定因素时，其他决定因素可以作为混杂因素，并且需要例如通过分层来控制。潜在的混杂决定因素随研究的结果而变化，但以下一般混杂因素在大多数流行病学协会中是常见的，并且是流行病学研究中最常控制的决定因素：
- 年龄（婴儿0至1。5年，幼儿1.5至6年等）

- 性别或性别（男性或女性）

- 种族（基于种族）

- 其他不太常见的可能混淆因素调整包括：

- 社会地位和收入
- 地理位置
- 遗传性
- 职业
- 性取向
- Chronic stress（英语：慢性应激）水平
- 饮食习惯
- 体育锻炼的水平
- 嗜酒和吸烟
- 其他社会决定因素

## 风险标志
风险标志物是与疾病或其他结果定量所相关的变量，但直接改变风险标志物并不一定改变结果的风险。例如，醉酒驾驶史是飞行员的一个风险标志，因为流行病学研究表明，有醉酒驾驶史的飞行员比没有该史的飞行员更容易卷入航空事故。

## 命名
术语“风险因素”首先由前弗雷明汉（美国马塞诸塞州东部的城镇）心脏研究主任William B. Kannel博士在1961年的“内科医学年鉴 ”（Annals of Internal Medicine）一文中创造。